# FN F2000
Das F2000 ist ein Sturmgewehr des belgischen Waffenproduzenten Fabrique Nationale Herstal im Bullpup-Design. Die Entwicklung begann 1995. Die Waffe sollte eine Alternative zum OICW werden. 2001 war die Entwicklung weitgehend abgeschlossen und die Waffe wurde der Öffentlichkeit vorgestellt. Der Beginn der Serienfertigung wurde für das Jahr 2007 erwartet.

## Technik
Das Gewehr sollte für viele verschiedene Aufgaben genutzt werden können. Aus diesem Grund legte man bei der Entwicklung besonderen Wert auf eine modulare Konstruktion.
Der Entwurf der F2000 ist mit Gaskolben und Drehverschluss konventionell. Das Gehäuse ist staubdicht und aus Kunststoff gefertigt und so ausgebildet, dass die Waffe glatt und kantenlos ist. Die Waffe ist so konstruiert, dass sie leicht mit Polarhandschuhen oder einer ABC-Schutzausrüstung bedient werden kann. Das Magazin ist STANAG 4179 kompatibel und nimmt dreißig Patronen auf. Der übergroße Magazinauswurfknopf befindet sich am unteren Ende des Griffs direkt vor dem Magazin. Eine Besonderheit ist der Hülsenauswurf, der von FN völlig neu konstruiert wurde. Die leeren Hülsen werden nach dem Auszug aus dem Patronenlager in ein Rohr parallel zum Lauf geschoben und nach der dritten oder vierten Patrone wird die vorderste nach vorne herausgedrückt. Die Waffe ist damit anders als die meisten anderen Bullpup-Waffen ohne die vorherige Änderung der Auswurfrichtung der Hülsen nach rechts/links sowohl von der rechten als auch von der linken Schulter abfeuerbar.
Der Spannhebel befindet sich links oben am Gehäuse, der Feuerwahlschalter ist eine Art Drehring unterhalb des Abzugs, der von beiden Seiten bedienbar ist. Auf der Waffe ist eine Picatinny-Schiene montiert, auf der wiederum verschiedene Systeme montiert werden können. Ein normales Zielfernrohr ist ebenso erhältlich wie ein Nachtsichtgerät oder ein Feuerkontrollsystem. Letzteres wurde wegen des Granatwerfers entwickelt, da die bisher verwendeten Klappvisiere den Anforderungen in keiner Weise entsprechen. In dem Feuerkontrollsystem ist ein Laserentfernungsmesser (LEM) und ein programmierbarer Rechner integriert. Mit dem LEM wird die Entfernung zum Ziel gemessen und in einem Display angezeigt. Der Rechner errechnet nun den nötigen Winkel. Der Schütze hebt dann die Mündung des Gewehrs so lange an, bis ein rotes Lämpchen auf grün umspringt. Es kann natürlich auch als einfaches Visier genutzt werden. Der Handschutz vor dem Abzug kann durch einen Handschutz mit Pistolengriff oder einen Granatwerfer ersetzt werden. Ein Bajonett kann ebenfalls aufgesetzt werden. Alle Teile können ohne Werkzeug montiert oder demontiert werden.
Ein Belegexemplar vom Typ „Sturmgewehr F2000-Base-B (Belgien)“ befindet sich mit der „Inventarnummer: 0030269“ im Sammlungsbestand der Wehrtechnischen Studiensammlung Koblenz.

## Modellvarianten

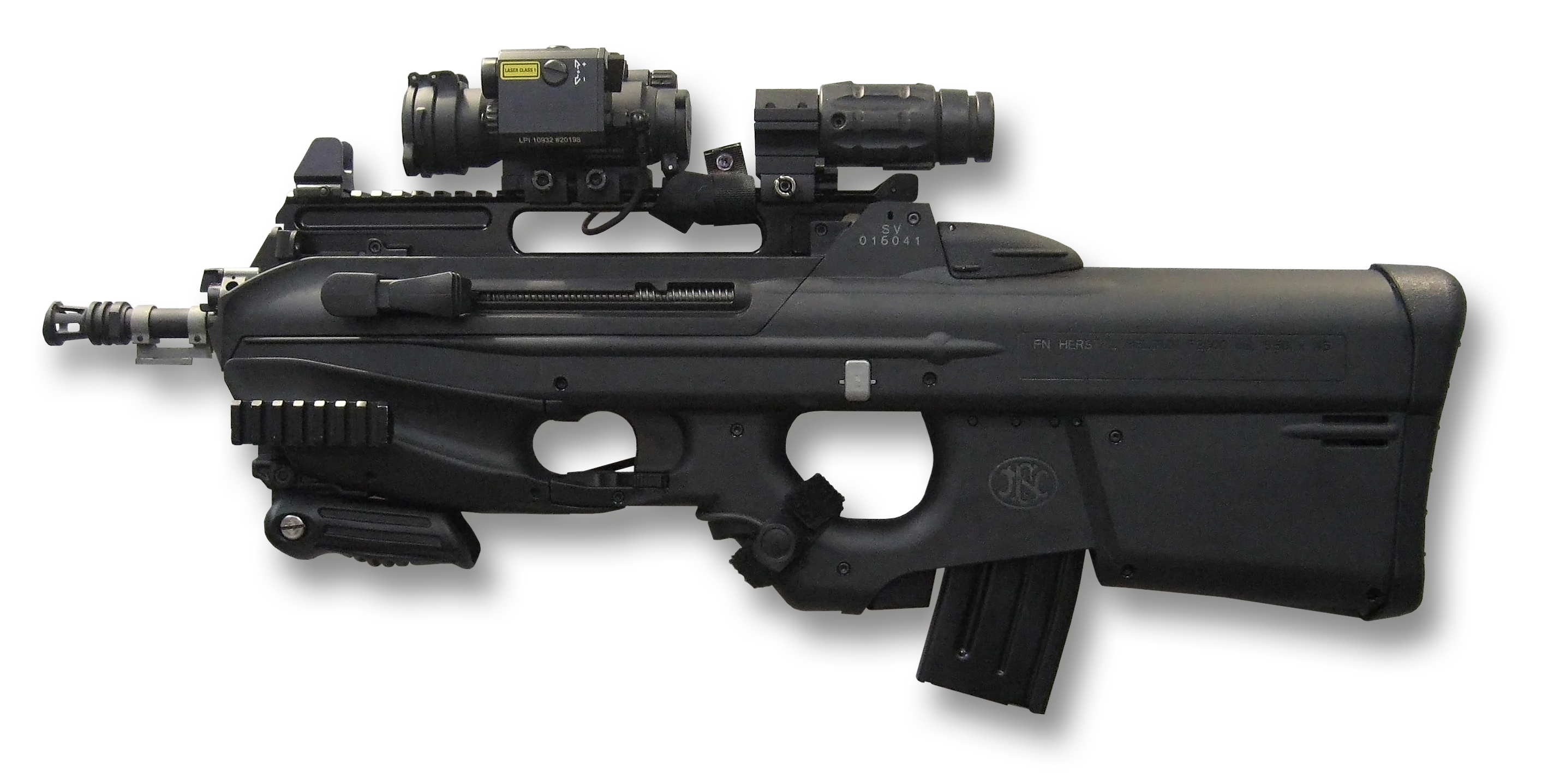
FN F2000S mit erhöhter Visierschiene und eingeschobenem Magazin

- F2000 Standard: Mit 1,6-fach-Zielfernrohr
- F2000 Tactical: Verlängerte Picatinny-Schiene und offene Visierung
- F2000 S: Variante des F2000 Tactical für das slowenische Militär mit erhöhter Visierschiene
- FS2000: Halbautomat für den US-Zivilmarkt

## Nutzerstaaten
- Slowenien – Im Juni 2006 beschloss Slowenien den Kauf von 6500 F2000-Gewehren. Die Bezeichnung lautet FN F2000 S. Ab 2012 sollen auch Reservisten mit der Waffe ausgerüstet werden. Slowenien plant, insgesamt 14.000 Gewehre zu kaufen.
- Libyen – Libyen bestellte im Jahr 2008 im Rahmen eines größeren Waffengeschäfts unter anderem 400 F2000-Gewehre.[2] Die Libyschen Streitkräfte erhielten schlussendlich 367 F2000[3]
- Ukraine – Es gab ukrainische Einheiten während des Kriegs in der Ukraine, die unter anderem mit F2000-Gewehren ausgestattet waren.[4]